# РМ Хамм Бенфика
«РМ Хамм Бенфика» — футбольный клуб из района Хамм города Люксембург, в настоящий момент выступает в чемпионате Люксембурга.
Клуб был основан 26 марта 2004 года в результате слияния клубов «Хамм 37» и «РМ 86 Люксембург». Клуб «Рапид Мансфельдия 86 Люксембург» в свою очередь был основан в 1986 году после слияния клубов «Рапид» Нойдорф (основан в 1909) и «Мансфельдия» Клаузен-Центс (основан в 1919). Клуб «Хамм 37» был основан в 1937 году. Домашние матчи «РМ Хамм Бенфика» проводит на стадионе «Люксембург-Центс» вместимостью 2 800 зрителей. В высшем люксембургском дивизионе команда выступает начиная с сезона 2007/08, лучшим достижением в нём является 6 место в сезоне 2008/09.